# Casa Venero
La Casa Venero es una casona colonial ubicada en la calle Arones en el centro histórico del Cusco, Perú.
Desde 1972 el inmueble forma parte de la Zona Monumental del Cusco declarada como Monumento Histórico del Perú. Asimismo, en 1983 al ser parte del casco histórico de la ciudad del Cusco, forma parte de la zona central declarada por la UNESCO como Patrimonio Cultural de la Humanidad.

## Historia
En un inicio esta casa formaba parte de la Casa de Oblitas. En 1613 Diego Flores Ladrón de Guevara la vendió Francisco de Vargas Ardiles. Melchor Torres, Juan Gómez de los Ríos y Diego Meneses fueron sus propietarios en 1656,1696 y 1716 sucesivamente comprándola a este último Diego de Meneses en 1728. En 1738 la compra en remate Sebastián Sánchez y en 1742 y 1757, Matilde y Juan Núñez del Prado respectivamente. Diversos propietarios le sucedieron a la casa: Miguel Vicente Toledo en 1763, Francisco Mogollón Peña en 1785, la familia Calatayud en 1790, María Josefa Chávez en 1798 y en 1820 la casa le perteneció a la Orden Franciscana que la vende al Coronel Rafael Cerén de Urbina de quien la compra Cosme de Sarmiento en 1833.

## Descripción
Consta de dos niveles, dos patios y un canchón. Presenta zaguán de ingreso, escalera "de cajón" de ida y vuelta. Exteriormente la fachada es asimétrica con portada lítica y puerta postigo, además presenta tres balcones de antepecho con balaustrada de metal art-noveau. El patio mudéjar con jardinera central de planta rectangular, está configurado por cuatro crujías, la del lado noreste con galería mudéjar de un nivel y la del lado suroeste con galería lítica de un nivel. En las crujías noroeste y sureste, corredores en voladizo con pies derechos y balaustrada de madera sustentados sobre ménsulas y arriostres. La crujía suroeste del segundo nivel presenta antepecho lítico y pie derechos con base lítica.
La casa presenta pintura mural en la caja de escaleras con motivos florales en el primer nivel y representaciones de San Cristóbal y Miguel Arcángel en el segundo. Así mismo encontramos el salón azul con empapelado importado y mobiliario de época. En el chiflón entre el primer y segundo patio existe un ambiente que guarda una Cruz pintada al fresco.